# Heilige Clemenskerk (Nuenen)

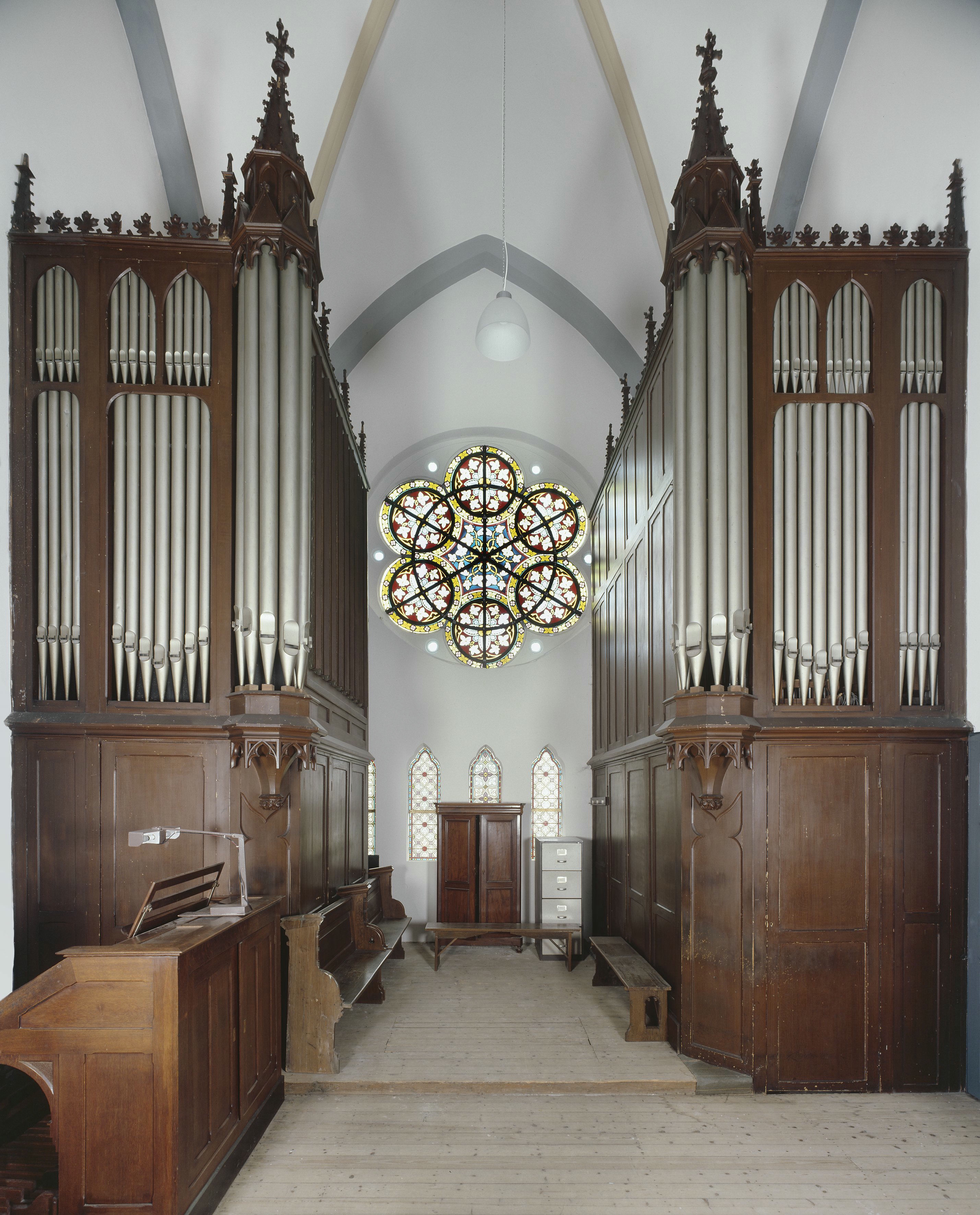
Aanzicht orgel

De Heilige Clemenskerk, niet te verwarren met de Sint-Clemenskerk in Gerwen ook in de gemeente Nuenen, Gerwen en Nederwetten, is de rooms-katholieke parochiekerk van Nuenen, in de Nederlandse provincie Noord-Brabant. De kerk bevindt zich aan Park 53.
De kerk werd in 1871 gebouwd naar ontwerp van Carl Weber. Ze verving de schuurkerk die zich ongeveer op dezelfde plaats bevond. De driebeukige bakstenen kruisbasiliek is gebouwd in een traditionalistische, eclectische stijl met elementen uit de romaanse en de gotische bouwkunst. De 60 meter hoge westtoren telt vijf geledingen, waarvan de bovenste geleding een achtkante vorm heeft en getooid wordt door een eveneens achtkante spits. In de toren bevindt zich de Mariaklok, gegoten in 1490 door Jan van Venlo. Ze weegt 1420 kg en is afkomstig uit de oude Clemenskerk waarvan de resten in 1886 werden gesloopt.
In 1910 werden kapellen en een sacristie aangebouwd, welke werden ontworpen door Jan Stuyt. Tussen 1960 en 1970 werd het interieur aangepast aan de denkbeelden uit die tijd, en omstreeks de wisseling van de 20e naar de 21e eeuw werd de kerk gerestaureerd en werd het interieur opnieuw aangepast en herschilderd in de oorspronkelijke kleuren. Ook de heiligenbeelden werden toen opnieuw gepolychromeerd.
Het kerkmeubilair bevat vooral voorwerpen en beelden uit de laatste decennia van de 19e eeuw en het begin van de 20e eeuw. In de kerk bevindt zich een Smits-orgel uit 1882. Links van de kerk bevindt zich de ingang naar de begraafplaats, en rechts van de kerk vindt men de pastorie uit 1910.